# Trionyx triunguis
La tartaruga dal guscio molle africana (Trionyx triunguis Forskål, 1775), è l'unica specie vivente del genere Trionyx (Geoffroy Saint-Hilaire, 1809), è una tartaruga dal guscio molle acquatica di grandi dimensioni appartenente alla famiglia Trionychidae, nativa degli habitat d'acqua dolce e salmastra dell'Africa (parti più estese dell'Africa orientale, occidentale e centrale) e nel Vicino Oriente (Israele, Libano, Siria e Turchia). È l'unica specie esistente del genere Trionyx, ma in passato molte altre tartarughe dal guscio molle sono state collocate in questo genere; ora queste specie sono state tutte spostate in altri generi. Nonostante il nome "tartaruga dal guscio molle africana", non è l'unica specie o genere di tartaruga dal guscio molle presente Africa (anche i generi Cyclanorbis e Cycloderma sono africani).

## Descrizione

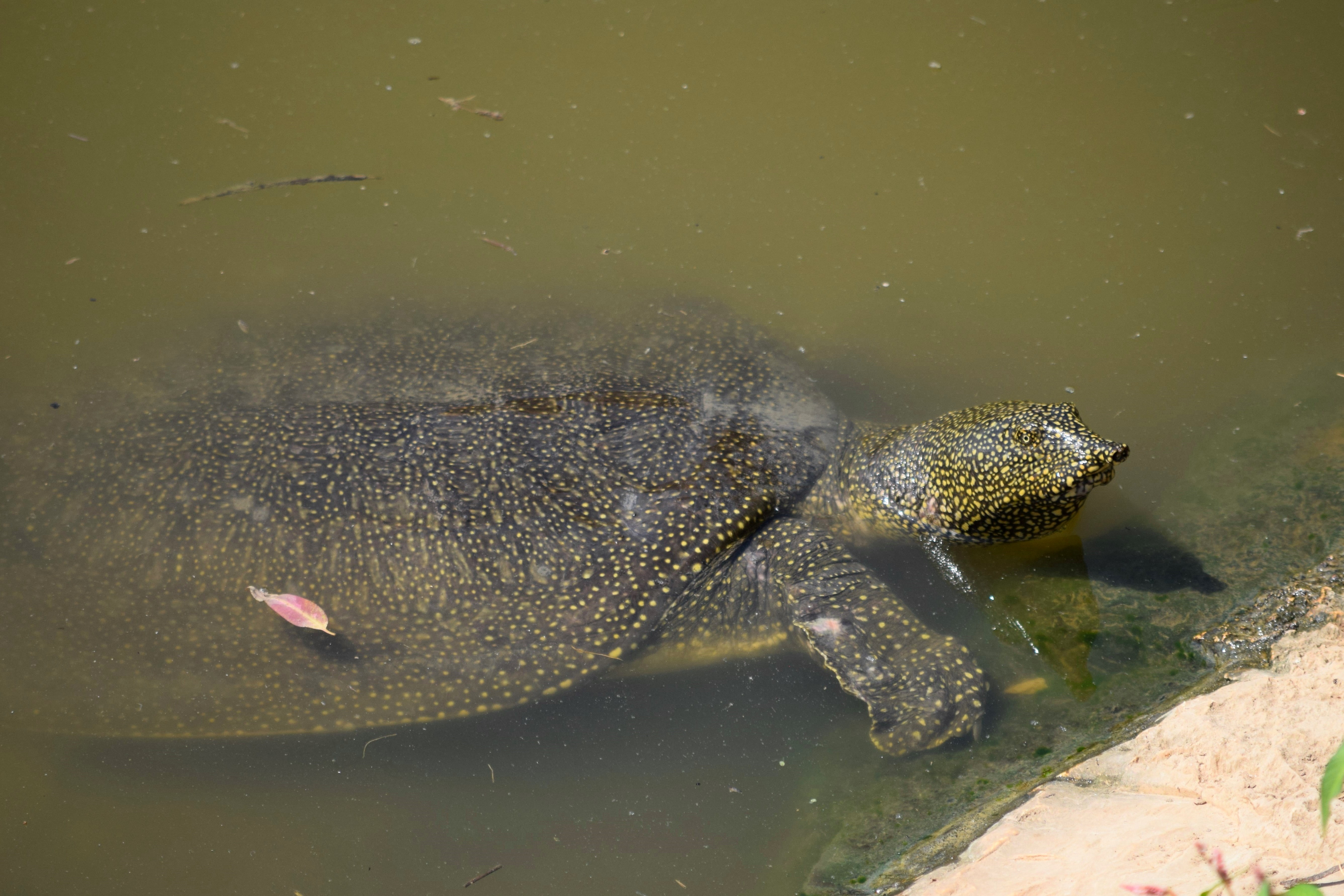
Un esemplare presso il fiume Alexander, Israele

La tartaruga dal guscio molle africana è uno dei Trionichidi più grandi; un esemplare proveniente dalla Liberia, vissuto 53 anni presso lo United States National Zoological Park di Washington, alla morte aveva un carapace lungo 101,5 cm. Il carapace è di colore verde oliva o marrone-rossastro scuro con il margine giallo; talvolta è di colore uniforme, ma di solito, almeno negli esemplari giovani, presenta alcune macchie chiare con i bordi scuri. Con l'avanzare dell'età la pigmentazione chiara si fa meno evidente e scompare del tutto negli esemplari più vecchi. Sul carapace dei giovani sono presenti alcune file longitudinali di tubercoli che scompaiono con l'età. Il piastrone è bianco o color crema. La testa e le zampe sono verde oliva e ricoperte da piccole macchie e vermicolature gialle o biancastre. Grosse macchie bianche sono presenti su mento e gola. Il lato ventrale delle zampe è giallo.

## Distribuzione e habitat
La tartaruga dal guscio molle africana è diffusa nei corsi d'acqua di quasi tutto il continente africano, a eccezione di quelli delle regioni meridionali e nord-occidentali. È particolarmente numerosa nei bacini idrografici del Nilo Bianco (a valle delle Cascate Murchison) e del Nilo Azzurro, così come nelle acque del Nilo stesso (fino al Mar Mediterraneo), nei laghi Turkana e Alberto, negli affluenti del fiume Congo e in quasi tutti i fiumi dell'Africa occidentale. Non è mai stata trovata, però, nel lago Vittoria. Vive anche in Israele (nelle acque del fiume Alexander e lungo le coste del Paese), Libano e Siria. In Turchia, è diffusa lungo le coste meridionali, con alcune popolazioni numerose nel delta del Dalyan e nella regione di Dalaman (specialmente nel lago Kükürt). Malgrado sia ancora molto numerosa, la tartaruga dal guscio molle africana è stata sterminata in molte regioni del suo antico areale, compresa l'area in cui venne scoperta la prima volta, il Nilo egiziano. Anche l'intera popolazione turca è composta solamente da circa 500 esemplari.
Nonostante viva soprattutto nei corsi d'acqua a corso lento, come grandi fiumi, torrenti, stagni o laghi, la tartaruga dal guscio molle africana si spinge anche in acque salmastre nelle regioni in cui il suo areale raggiunge il mare. Un grosso esemplare venne catturato nelle acque dell'oceano a 3 o 4 km di distanza dalla foce del fiume Gabon, mentre altri, in Israele e Turchia, sopravvivono tranquillamente in acque con una salinità di 33-42 ppm, dove vengono considerati nocivi dai pescatori. Sembra tuttavia che la specie prediliga sempre le acque più calde dei corsi d'acqua.

## Biologia

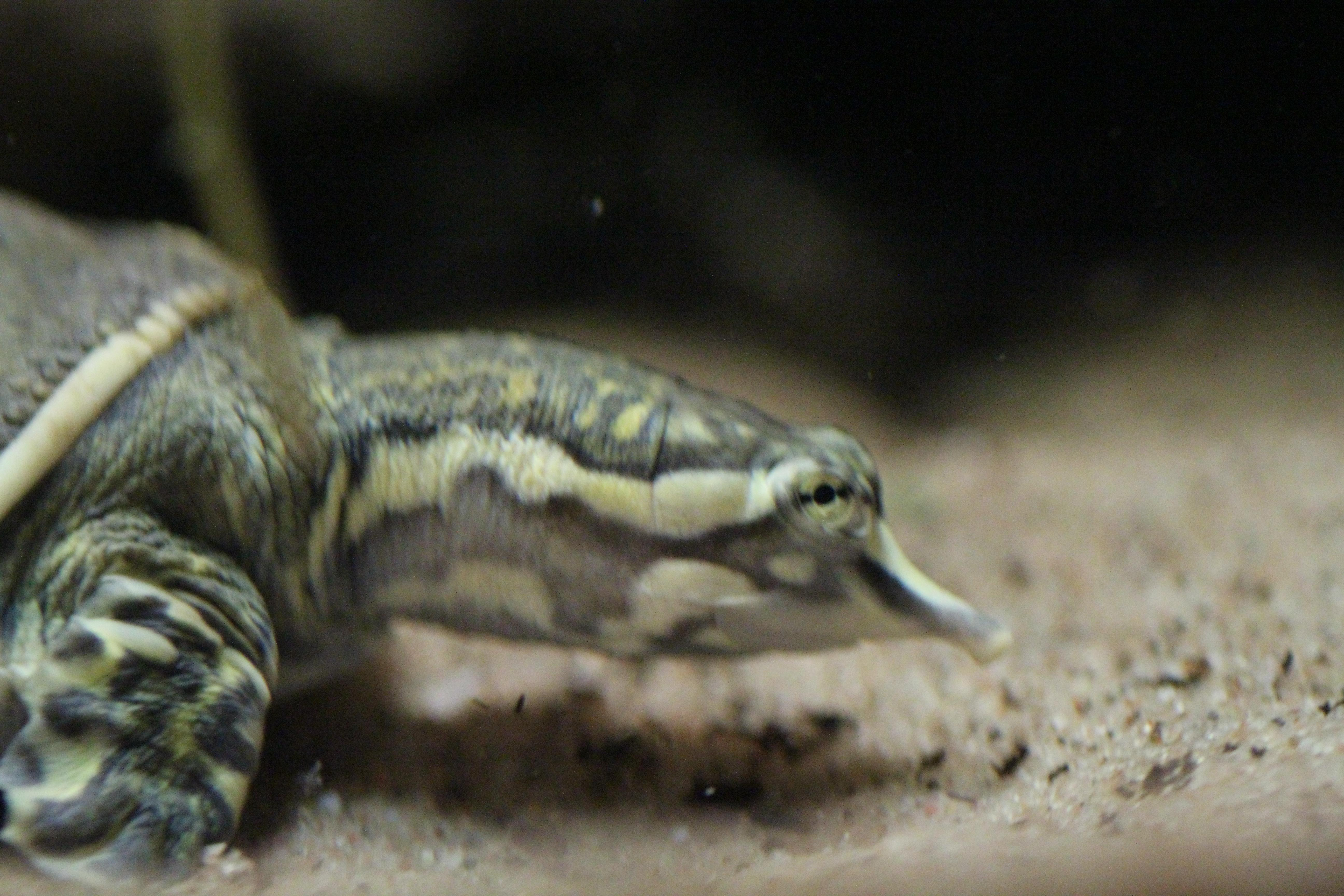
Cucciolo di T. triunguis

Il corteggiamento e l'accoppiamento di questa specie non sono mai stati descritti. La nidificazione avviene tra marzo e luglio, a seconda della latitudine; in Turchia va dai primi di giugno alla fine di luglio. Quasi tutti i nidi vengono scavati nella sabbia delle rive e delle isolette vicine alla costa (a 5–15 m dalla riva). Gli esemplari che vivono nelle acque costiere salmastre possono deporre le uova anche sulla spiaggia del mare. Atatür riporta che un nido da lui misurato in Turchia misurava 15–20 cm di diametro e 20–25 cm di profondità.
In ogni stagione riproduttiva possono essere deposte più covate. Le uova, bianche e con il guscio fragile, misurano circa 32 mm di diametro; Atatür, riguardo a 31 uova misurate in Turchia, riporta una lunghezza di 35,3 mm. Un'unica femmina può deporre da 25 a più di 100 uova, ma in tre nidi Atatür ne trovò solo 8-34. L'incubazione in laboratorio dura 56-58 giorni.
Alla schiusa, i piccoli sono lunghi 42–54 mm e pesano 8-17 g. Sono di colore marrone verdastro, con numerose e ben visibili macchie gialle dal margine nero-marrone. Con l'età, il colore di fondo scurisce e le macchie chiare divengono più piccole e più numerose.
La tartaruga dal guscio molle africana è onnivora e si nutre soprattutto di pesci e gasteropodi, ma anche di antozoi, insetti acquatici, crostacei, anfibi, rettili e vegetali, come noci della palma da olio e datteri. Mangia sia animali vivi che morti; Gramentz osservò quattro esemplari che divoravano insieme la carogna di una capra. Cansdale sostiene che questo trionichide caccia tendendo imboscate alle prede, rimanendo immobile e attaccandole non appena queste si trovano a tiro. Gli esemplari in cattività vengono nutriti con carne di rana e fegato crudo o leggermente bollito.
La tartaruga dal guscio molle africana ha abitudini diurne, ma alcune sono state catturate con canne da pesca nelle ore notturne. Lascia l'acqua per crogiolarsi al sole, ma è timida e difficile da osservare. In Turchia ogni bagno di sole può durare da 29 secondi a 31 minuti. Talvolta si scalda al sole anche rimanendo semisommersa nell'acqua.

## Conservazione
La tartaruga dal guscio molle africana è stata elencata nell'appendice II dalla CITES nel 2016. La popolazione del Ghana è stata inclusa anche nell'Appendice III CITES dal 1976 al 2007. La sottopopolazione mediterranea della tartaruga dal guscio molle africana è stata elencata dalla "Lista rossa delle specie minacciate" della IUCN come specie in pericolo critico. Questa specie è minacciata a causa dello sfruttamento del loro habitat con attività urbane come la pesca e l'irrigazione, la distruzione dei loro luoghi di nidificazione, la distruzione di barche che ingombrano il fondale e l'inquinamento delle acque.